# Ruggero Vitrani
Ruggero Vitrani (Barletta, 1908 – Sardò Mesghi, 2 aprile 1941) è stato un militare italiano, insignito della medaglia d'oro al valor militare alla memoria nel corso della seconda guerra mondiale.

## Biografia
Nacque a Barletta nel 1908, figlio di Francesco e Maria Carmela Fiorella. Dopo aver frequentato il Collegio Militare di Roma, nel 1928 entrò nella Regia Accademia Militare di Fanteria e Cavalleria di Modena, da cui uscì nel 1930 con la promozione a sottotenente assegnato all'arma di fanteria, corpo dei bersaglieri. Frequentata la Scuola di applicazione d'arma entrò in servizio presso l'8º Reggimento bersaglieri. Nel luglio del 1938 fu trasferito in Africa Orientale Italiana presso il Comando truppe Amhara, assegnato al LXXXI battaglione della 3ª Brigata coloniale, partecipando alle grandi operazioni di polizia coloniale. Con la promozione di capitano assunse il comando della 1ª Compagnia. Mentre presta servizio nell'Impero, nel settembre 1939 è decorato con la medaglia di bronzo al valor militare e nel febbraio 1940 la croce di guerra al valor militare, per essersi distinto in azioni di guerra. Dopo l'inizio delle ostilità con la Francia e la Gran Bretagna partecipò alle operazioni belliche, e cadde in combattimento a Sardò Mesghi, nel Goggiam, il 2 aprile 1941. Fu decorato con la medaglia d'oro al valor militare alla memoria.
Negli anni sessanta del XX secolo le sue spoglie mortali vennero trasferite dal cimitero militare di Bahrdar a quello di Verona, dove viveva la moglie, signora Marianna Meloni e la figlia Maria Carmela, tumulate nella tomba di famiglia. Il comune di Barletta gli ha intitolato una via, mentre quello di Bari l'omonima caserma, sede del Reparto Comando e Supporti Tattici "Pinerolo".

### Fonti
1. 1 2 3 4 5 6  Combattenti Liberazione.
2. 1 2 3  Gruppo Medaglie d'Oro al Valor Militare 1965, p. 629.
3. 1 2  Barletta viva.
4. ↑   Medaglia d'oro al valor militare Vitrani, Ruggero, su quirinale.it, Quirinale. URL consultato l'11 luglio 2021.